# Cephalopholis oligosticta
Cephalopholis oligosticta е вид бодлоперка от семейство Serranidae. Видът не е застрашен от изчезване.

## Разпространение и местообитание
Разпространен е в Египет, Еритрея, Йемен, Израел, Йордания, Саудитска Арабия и Судан.
Обитава морета, заливи, лагуни и рифове. Среща се на дълбочина от 15 до 50 m.

## Описание
На дължина достигат до 30 cm.